# Glenea pseudoscalaris
Glenea pseudoscalaris là một loài bọ cánh cứng trong họ Cerambycidae.